# Pssst
Pssst é um jogo eletrônico de ação desenvolvido e publicado pela Ultimate Play the Game e lançado para o ZX Spectrum em junho de 1983. Em seu enredo, Robbie, o robô, tem que proteger sua planta (uma Thyrgodian Megga Chrisanthodil) de ser atacada por vários insetos, cada um dos quais precisa de um repelente diferente para serem neutralizados. Pssst foi o segundo jogo a ser lançado pela Ultimate, depois de Jetpac. O enredo foi escrito por Chris Stamper enquanto os gráficos foram desenhados por seu irmão, Tim Stamper.
Pssst foi um dos poucos jogos lançados para Spectrum que também estão disponíveis em formato ROM, usando o ZX Interface 2, permitindo o carregamento "instantâneo" (o método normal de carregamento de fitas cassetes poderia levar vários minutos). Ele recebeu avaliações positivas de duas revistas após seu lançamento, com os críticos elogiando principalmente sua história e sua jogabilidade. Ficou no quadragésimo lugar na lista de softwares mais vendidos da revista especializada Personal Computer Games, em dezembro de 1983.

## Jogabilidade

Imagem do jogo, onde o jogador terá de sobreviver aos parasitas que o atacam

O jogo é apresentado a partir de uma única perspectiva 2D, e gira em torno de Robbie, o robô. No jogo, o jogador (no controle da personagem de Robbie, o Robô) tem de defender sua planta de infestações oriundas do espaço sideral, como sanguessugas, lesmas e moscas. A planta nasce do centro inferior da tela e as latas do pulverizador, que contêm três inseticidas diferentes, são localizadas nas bordas em cada lado da tela. Itens bônus (como fertilizantes e espadas) aparecem em bordas desocupadas e aumentam tanto a pontuação do jogador quanto a taxa de crescimento da planta.
Existem três tipos de parasitas coloridos, e três tipos de pesticidas, que matam, atordoam, ou que não têm efeito sobre os parasitas. O jogador só pode portar um tipo de pesticida de cada vez; durante os estágios iniciais do jogo o inseticida letal pode ser carregado todas as vezes mas, após alguns estágios, há mais de um tipo de parasita nas fases, fazendo a escolha do pesticida ser mais tática.
Quanto mais a planta cresce, mais folhas brotam; estas aumentam a taxa de crescimento da planta, mas também a vulnerabilidade aos parasitas.[carece de fontes?] Uma vez que a planta atinge uma altura predeterminada, o jogador avança para o próximo nível. Cada vez que a planta morre ou o jogador faz contato com um parasita, este terá uma vida retirada.[carece de fontes?]

## Desenvolvimento
A Ultimate Play the Game foi fundada pelos irmãos Tim e Chris Stamper, junto com a esposa de Tim, Carol, em Ashby-de-la-Zouch, no ano de 1982. Eles começaram a produzir jogos eletrônicos para o ZX Spectrum no início da década de 1980. A empresa era conhecida por sua relutância em revelar detalhes sobre suas operações e projetos futuros. Pouco se sabia sobre seu processo de desenvolvimento, exceto que eles costumavam trabalhar em "equipes separadas": uma equipe trabalhava no desenvolvimento enquanto a outra se concentrava em outros aspectos, como som e gráficos.
Pssst foi um dos poucos jogos lançados para o Spectrum que também suportavam o formato ROM para uso com o ZX Interface 2, permitindo o carregamento instantâneo do jogo, visto que o método normal de carregamento por fita demorava vários minutos. O jogo usou a técnica comum dos sprites, permitindo com que fossem colocados um em cima do outro. Pssst também rodava na versão 16K do Spectrum.

## Recepção
Paul Liptrot, da revista Home Computing Weekly, elogiou os gráficos do jogo, classificando-os como "suaves, lisos, e coloridos", assim como também elogiou a jogabilidade viciante do jogo. A revista ZX Computing considerou o jogo como muito profissionalmente escrito e produzido, com gráficos excelentemente suaves e detalhados. Além disso a revista afirmou que Psst é original, viciante e divertido. Na segunda edição da revista Personal Computer Games, o jogo foi colocado no quadragésimo lugar em sua lista de softwares mais vendidos do ano. Na quarta edição da Personal Computer Games, Pssst foi nomeado como um dos melhores jogos de 1983 por conta dos "famosos gráficos" da Ultimate Play the Game. De acordo com o redator da revista outros pontos positivos do jogo são a sua "originalidade" e por ser "divertido" em comparação com outros títulos lançados pela Ultimate Play the Game em 1983. Em uma edição retrospectiva, a revista Retro Games! Now analisou que o jogo "não foi o melhor" dos jogos lançados pela Ultimate para o ZX Spectrum. No entanto, a revista considerou Pssst um jogo como uma "amostra do que está por vir" e completou dizendo que houve uma melhoria significativa dos gráficos em comparação a jogos anteriores do ZX Spectrum.